# Jana Lisa Rother
Jana Lisa Rother (* 6. April 1998 in Frechen) ist eine deutsche Wasserspringerin, die an den Schwimmweltmeisterschaften 2023 in Fukuoka teilnahm.

## Leben
Nach eigenen Angaben lebte Rother drei Jahre in New York und drei Jahre in Paris. 2020 studierte sie an der Humboldt-Universität Berlin Psychologie und war Sportsoldatin der Bundeswehr-Sportfördergruppe Berlin im Rang einer Unteroffizierin.

## Karriere
Nachdem Rother 2013 und 2014 bei der Deutschen Meisterschaft den dritten Platz im Wasserspringen vom 1-Meter-Brett erlangte, wurde sie 2015, 2016 und 2017 Erste und damit Deutsche Meisterin in dieser Kategorie. 2018 erlangte sie zum ersten Mal im Synchronspringen vom 3-Meter-Brett den zweiten Platz bei der Deutschen Meisterschaft und in den Jahren 2019 und 2020 jeweils den dritten Platz.
2022 gewann sie zusammen mit Saskia Oettinghaus beim 3-Meter-Synchronspringen mit 272,94 beim FINA Diving World Cup in Berlin eine Silbermedaille und kam im 3-Meter-Wettbewerb auf Platz 11 (226,70 Punkte).
Bei den Internationalen Deutschen Hallenmeisterschaften im Wasserspringen gewann Rother im Februar 2023 mit 272,15 Punkten eine Silbermedaille im Wettbewerb der Frauen Wasserspringen vom 3-Meter-Brett.
Kurz darauf gewann sie zusammen mit Lena Hentschel bei den Europaspielen 2023 in Polen mit 276,33 Punkten die Silbermedaille im 3-Meter-Synchronspringen. Beim Mixed 3-Meter-Synchronspringen verpasste sie im Team mit Alexander Lube mit 279,00 Punkten nur knapp eine Medaille und kam auf den vierten Platz.
Rother nahm auch an den Schwimmweltmeisterschaften 2023 in Fukuoka teil. Mit Alexander Lube kam sie beim Mixed 3-Meter-Synchronspringen mit 270,45 Punkten auf Platz 7. Im Wettbewerb Wasserspringen vom 3-Meter-Brett erreichte sie 274,90 Punkte und damit den 19. Platz, im 3-Meter-Synchronspringen der Frauen kam sie mit Lena Hentschel auf Platz 9, die beiden erreichten in Fukuoka 272,67 Punkte.
2024 nahm Rother an den Schwimmweltmeisterschaften in Doha teil. Im Wettbewerb Mixed-3-Meter-Synchronspringen erreichte sie mit ihrem Teamkollegen Alexander Lube mit 257,64 Punkten den 9. Platz.